# 1970 Recording Session
1970 Recording Session è un album del gruppo musicale italiano Formula 3, pubblicato solo in streaming dall'etichetta discografica Sony BMG nel 2020.

## Descrizione
Album solo in formato digitale.

## Tracce
1. Dies Irae
2. Non è Francesca
3. Perché...perché ti amo
4. Walk Away Renee
5. Se non è amore cos'é
6. Sole giallo, sole nero
7. Sole giallo, sole nero (II versione)
8. Io ritorno solo
9. Nanananò

## Formazione
- Alberto Radius - voce, chitarra elettrica, chitarra acustica
- Tony Cicco - batteria
- Gabriele Lorenzi - tastiere